# Бережливый стартап
«Бережливый стартап» (от англ. Lean Startup) — концепция предпринимательства. Была впервые сформулирована Эриком Рисом сначала в блоге www.startuplessonslearned.com, потом в книге «Бизнес с нуля. Метод Lean Startup для быстрого тестирования идей и выбора бизнес-модели». Рис объединяет принципы, подходы и практики таких концепций как бережливое производство, развитие клиентов и гибкая методология разработки.
Бережливый стартап — это концепция создания компаний, разработки и выведения на рынок новых продуктов и услуг, основанная на таких понятиях, как научный подход к менеджменту стартапов, подтвержденное обучение, проведение экспериментов, итеративный выпуск продуктов для сокращения цикла разработки, измерение прогресса, и получение ценной обратной связи от клиентов. Используя этот подход, компании могут проектировать продукты и услуги, которые бы соответствовали ожиданиям и потребностям клиентов без необходимости большого объёма первичного финансирования или затратных продуктовых запусков. Частично концепция связана с бережливым управлением проектами.

##### Ключевые принципы
- обобщение гипотез предпринимателей в виде канвы бизнес-модели. По существу, это схематическое изображение того, как компания создает ценность для себя и своих клиентов.
- проверка гипотез и получение обратной связи с помощью подхода «выйди за пределы офиса», в терминологии бережливых стартапов этот подход получил название развитие клиентов.
- использование методики гибкой разработки продукта. Это процесс, при котором стартапы создают минимальные жизнеспособные продукты, которые они затем тестируют.

Изначально концепция формировалась на основе деятельности технологических компаний в Кремниевой Долине. Позже философия бережливого стартапа расширила свои горизонты, вследствие чего может применяться для отдельно взятого человека, команды, компании или даже государства, которые хотят разработать и представить на рынок новый продукт или услугу.